# Бојни бродови класе Литорио
Класа Литорио (ит: Littorio) била је главна класа бојних бродова у италијанској морнарици за време Другог светског рата. Име мења у јулу 1943. у Италија, а та класа је и често називана Виторио Венето, по другом броду. Саграђена су четири брода те класе: Литорио (1937), Виторијо Венето (1937), Рома (1940) и недовршени Имперо (1939).

## Историја

### Пројект и градња
Бојни бродови класе Литорио били су главнина тог италијанског програма под водством адмирала Пуљезеа. Предвиђене су четири јединице, од 35.000 T (према Вашингтонском уговору), али које су у стварности биле много изнад 40.000 T.
Грађени су као одговор на француске бојне бродове класе Данкерк и били су део Мусолинијевог плана доминације на Медитерану.
Пуљезеов модел подводног оклопа пружао је добру заштиту од торпеда, али такав систем није дозвољавао апсорпцију ударне енергије. Остатак одбрамбеног система брода био је конвенционалан, сличан као и на другим бродовима из тог времена. Такође, ови су бојни бродови могли да превозе три хидроавиона типа Ређане Ре.2000.
За та четири брода предвиђена су имена Литоријо (у преводу са италијанског Ликторски), Виторијо Венето (према бици из 1918), Рома (Рим) и Имперо (у преводу царство, империј).

### Оперативна историја
Ови веома квалитетни бродови коришћени су доста скромно током Другог светског рата, због претеране опрезности поморске команде. Репрезентативна је чињеница да њихови топови великог калибра нису направили ниједан погодак у рату.
Литоријо и Виторијо Венето улазе у службу крајем 1940. У нападу на Таранто 11. XI 1940. британски торпедни авиони Фејри Свордфиш тешко оштећују бојни брод Литоријо. У службу улази поновно након поправака, 6 месеци касније.
1941. Виторијо Венето је био заставни брод адмирала Јакина током поморске битке код рта Матапан. Оба две јединице коришћене су у мисијама заштите конвоја према Либији, али нису имале прилика за сукоб са британским бродовима. Британска Краљевска морнарица се бојала Литорија колико и Бизмарка у Атлантику.
1942. Литоријо је био присутан у Другој бици у заливу Сидра. У јуну исте године у мањој бици брод је лакше оштећен.
Рома постаје оперативан у јесени 1942., и постаје заставним бродом новога заповедника поморских снака Карла Бергаминија. У периоду 1942—1943. Главна борбена група са три брода класе Литоријо се скрива у луку Ла Специја у страху од све чешћих савезничких зрачних напада. Касније је отказана акција против савезничких снага током инвазије на Сицилију.
Након капитулације Италије 8.  1943. група бродова под командом Бергаминија напушта Ла Специју и креће за Сардинију и Малту, у руке Савезника, у складу са договором око капитулације. Немачки бомбардери спазили су бродове на путу, и потапају Рому и оштећују Литоријо. Такође, као последица капитулације, није довршена градња Импера.

### Епилог
Савезници нису користили ове бродове, мада је Черчил хтео да их искористи на Далеком истоку. До краја рата остају стационирани у Египту. Након рата, враћају се у Италију, која успева да спречи њихову испоруку Векикој Британији, Француској или Совјетском Савезу. На крају су ипак изрезани 1948. г.